# Hagbyberga

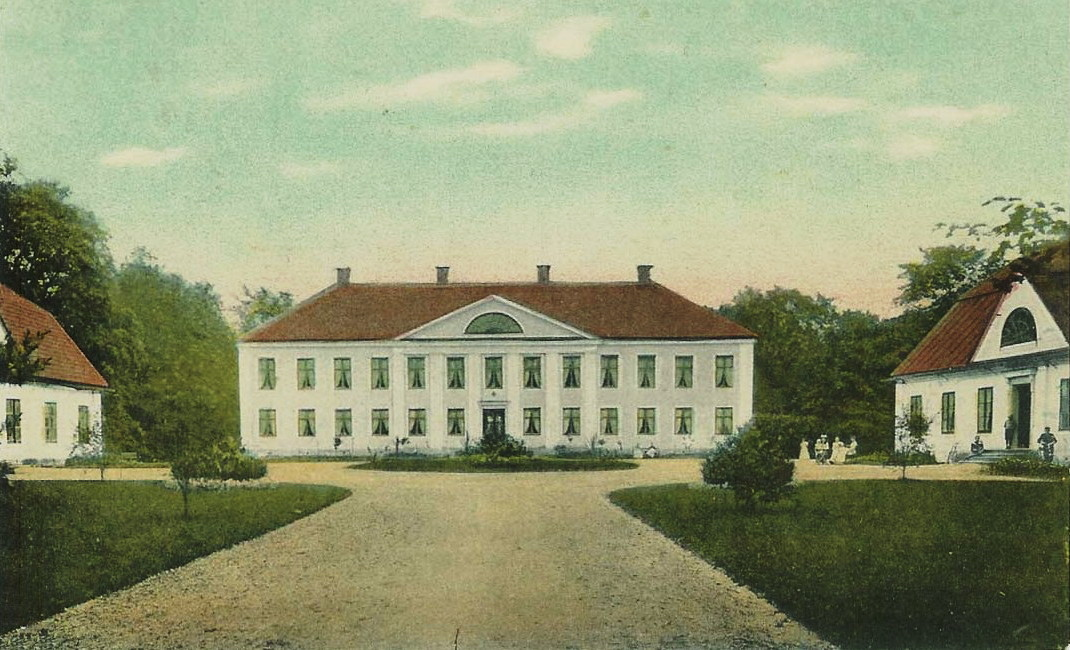
Hagbyberga, 1920.

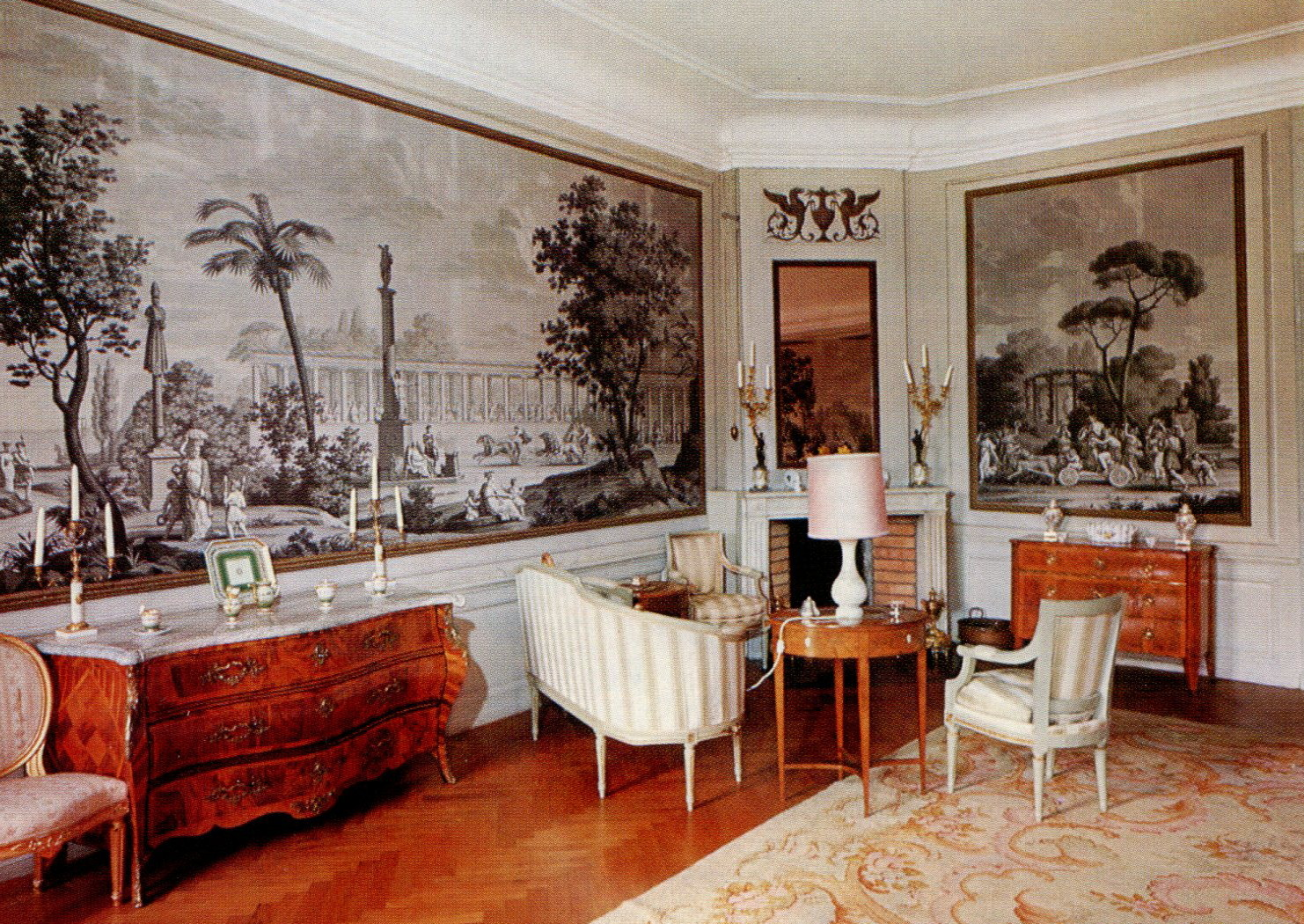
Stora salongen, 1968.

Hagbyberga är ett gods i Katrineholms kommun i Södermanlands län. Hagbyberga ligger i Björkviks socken vid Yngarens södra strand. Habybergas bebyggelse är sedan 1983 ett lagskyddat byggnadsminne.

## Historik
Flyglarna är äldst, från början av 1700-talet. Huvudbyggnaden stod klar 1809 i gustaviansk stil. Den vitputsade thé-paviljongen uppfördes inför ett planerat besök av Gustav III, som aldrig lär ha blivit av. Den stora tornlika fataburen uppfördes 1785.
Berga köptes till frälsegård 1628 av ståthållaren på Stockholms slott Lars Bengtsson Skytte. Hagbyberga bildades på 1630-talet efter sammanslagning med Hagby. Skyttes dotter Elin och hennes man Hans Oliveblad byggde ut Hagbyberga till sätesgård. 
År 1694 gick egendomen ur släkten Skyttes ägo och såldes till bruksägaren Georg Tomas von Berchner som levde 1642–1705. Han ägde även granngården Danbyholm och flera andra gårdar i Sörmland.  Hagbyberga förblev sedan länge i hans avkomlingars ägo. Majoren friherre Bengt Ribbing, 1754–1811, lät uppföra den nuvarande huvudbyggnaden och byggde upp godset till vad det är nu.